# Міроші (комуна)
Міроші (рум. Miroși) — комуна у повіті Арджеш в Румунії. До складу комуни входять такі села (дані про населення за 2002 рік):
- Міроші (1687 осіб)
- Сурдулешть (1143 особи)

Комуна розташована на відстані 91 км на захід від Бухареста, 50 км на південь від Пітешть, 90 км на схід від Крайови, 147 км на південь від Брашова.

## Населення
За даними перепису населення 2002 року у комуні проживали 2830 осіб.
Національний склад населення комуни:
| Національність | Кількість осіб | Відсоток |
| -------------- | -------------- | -------- |
| румуни         | 2829           | > 99,9%  |
| угорці         | 1              | < 0,1%   |

Рідною мовою назвали:
| Мова      | Кількість осіб | Відсоток |
| --------- | -------------- | -------- |
| румунська | 2829           | > 99,9%  |
| угорська  | 1              | < 0,1%   |

Склад населення комуни за віросповіданням:
| Релігія       | Кількість осіб | Відсоток |
| ------------- | -------------- | -------- |
| православні   | 2826           | 99,9%    |
| п'ятдесятники | 2              | 0,1%     |
| римо-католики | 1              | < 0,1%   |
| бретрени      | 1              | < 0,1%   |